# 2NE1 1st Mini Album
"2NE1 1st Mini Album"은 대한민국의 음악 그룹 2NE1의 첫 번째 미니 앨범으로, 2009년 7월 8일 발매되었다. 데뷔곡 'Fire'와 빅뱅과 듀엣으로 부른 'Lollipop', 타이틀곡 'I don't care'를 포함해 총 7곡이 실려있다.

## 특징
- 1번 트랙 “Fire”는 2NE1의 데뷔곡이다.
- 2번 트랙 “I Don't Care”는 타이틀곡이다. 안무 중, 'Cause I don't Care e e e e e'를 부를 때 양현석이 검지손가락을 흔드는 춤을 만들어서 화제가 되어서 "사장님 춤"이라는 별명을 얻었고, 이 춤은 "11번가" CF에서도 쓰였다. 그리고 이것은 KBS 뮤직뱅크와 SBS 인기가요에서 1위를 연속 수상했다. 뮤직비디오에는 배우 이종석이 출연하였다.
  - 소니 ATV 한국지사가 “I Don't Care”가 라이오넬 리치의 Just Go를 표절한 것이 의심된다면서 YG엔터테인먼트에 저작물 무단 이용 통지서를 발송하였다.[1][2]
- 5번 트랙 “Pretty Boy”는 원래 2NE1의 데뷔곡이었으나 “Fire”로 바뀌었다.
- 2번 트랙 “I Don't Care”는 “I Don't Care Reggae Version”에 Reggae Mix Version으로 수록되었다.
- 보너스 트랙 “Lollipop”은 빅뱅과 듀엣으로 부른 곡이며 빅뱅과 2NE1이 나온 CF 싸이언 롤리팝 폰 CF 삽입곡으로 쓰였다.

## 수록곡
전체 작사·작곡: Teddy (해당되지 않는 노래에는 별도 표기)
| #  | 제목                       | 작사·작곡       | 재생 시간 |
| -- | -------------------------- | --------------- | --------- |
| 1. | 〈Fire〉                   |                 | 3:44      |
| 2. | 〈I Don't Care〉           | Teddy, Kush     | 3:58      |
| 3. | 〈In The Club〉            | Teddy, Kush     | 3:46      |
| 4. | 〈Let's Go Party〉         | Masta Wu (작사) | 3:49      |
| 5. | 〈Pretty Boy〉             |                 | 3:25      |
| 6. | 〈Stay Together〉          | Kush, 최규성    | 3:46      |
| 7. | 〈Lollipop〉 (Bonus Track) |                 | 3:09      |

## 크레딧
앨범의 라이너 노트를 참고한 것이다.
| - 이그제큐티브 프로듀서 - 양현석 - 프로듀서 - 테디 - CO. 프로듀서 - KUSH - 레코딩 엔지니어 - 오영택, 이경준 (YG 스튜디오) - 레코딩 디렉터 - 테디, KUSH - 프로듀싱 엔지니어 - 이경준 - 믹싱 엔지니어 - 양현석, 제이슨 로버츠 (1, 2, 4, 5, 6), TALLY (3, 7) - Mastered by - TOMCOYNE (스테링 사운드, NYC.) - A&R - 이보영 (YG 엔터테인먼트) | - 스타일리스트 - 양승호, 이현종 - 헤어 & 메이크업 - 김태현, 신성은 (이가자헤어비스 청담점) - 포토그래퍼 홍장현, 용장관, 박정민 (그레이드스튜디오) - 아트 디렉터 - 장성은 |